# هیو جکمن: بازگشت در برادوی
هیو جکمن: بازگشت در برادوی (به انگلیسی: Hugh Jackman: Back on Broadway) یک کنسرت موسیقی از بازیگر، خواننده، نوازنده و رقصنده استرالیایی هیو جکمن است. برنامه با همراهی ۱۸ ارکستر و با کارگردانی و طراحی رقص از وارن کارلایل برگزار شده است.